# La Muchacha Del Circo
La Muchacha Del Circo es una miniserie de televisión venezolana en 12 episodios realizada en 1988 y transmitida por RCTV. Fue protagonizada por Catherine Fulop y Fernando Carrillo, con las participaciones antagónicas de Miguel Alcántara, Sandra Juhasz y Rosario Prieto. RCTV empezó a grabar la telenovela sin autorización de la creadora Delia Fiallo, lo que provocó problemas jurídicos y posible demanda con el resultado de que la telenovela terminó siendo una miniserie.

## Sinopsis
Ya han pasado 18 años y Raiza (Catherine Fulop) es una hermosa chica que trabaja en un circo. Sin embargo, ella no sabe que en realidad es la hija de Adelina (Catherine Fulop), perteneciente a una rica familia de terratenientes, que murió al darla a luz. También debido a la muerte de su padre, el doctor Flavio Reyes (Vladimir Torres) en un accidente. La pequeña había sido entregada por Herminia (Rosario Prieto), su malvada abuelastra, una mujer ambiciosa y sin escrúpulos  al circo gitano y que desconoce su herencia. Desde ese momento se había convertido en toda su vida. El destino, sin embargo, después de tantos años la hará reencontrarse con su familia de origen, donde después de tantas aventuras encontrará el amor.

## Elenco
- Catherine Fulop ... Raiza Reyes/Adelina Sulbarán
- Fernando Carrillo ... Héctor Tamayo/Lisandro Tamayo
- Miguel Alcántara ... Randú
- Guillermo Ferrán ... Exequiel Sulbarán
- Dilia Waikkarán ... Zelmira
- Rosario Prieto ... Herminia Sulbarán
- Haydée Balza ... Ofelia
- Yajaira Orta ... Cecilia
- Marisela Buitrago ... Coralia
- Adolfo Cubas ... Fernando
- Juan Frankis ... Lucas
- Dante Carle ... Don Domenico
- Virgilio Galindo
- Vladimir Torres ... Dr Flavio Reyes
- Sandra Juhasz ... Krizia
- Astrid Carolina Herrera ... Alina
- Diego Acuña ... Yanko
- Pierina Kutlesa ... Malú Tamayo
- Roberto Lamarca ... Alberto
- Aristides Aguiar
- Gledys Ibarra
- Aidita Artigas ... Domitila
- Ricardo Herranz
- Enrique Oliveros
- Nicolás Domínguez
- Asdrúbal Blanco ... Isandrito

## Versiones
- Peregrina, telenovela venezolana producida por Venevisión en 1973, dirigida por Grazio D'Angelo y protagonizada por Rebeca González, José Bardina y José Luis Silva.
- Kassandra, telenovela realizada por RCTV en el año de 1992, dirigida por Grazio D'Angelo y protagonizada por Coraima Torres, Osvaldo Rios y Henry Soto.
- Peregrina, telenovela mexicana producida por Televisa en 2005-2006 de la mano de Nathalie Lartilleux, dirigida por Miguel Córcega y Víctor Rodríguez, y protagonizada por África Zavala y Eduardo Capetillo.
- La telenovela también fue rehecha en Rusia en 2008 como Принцесса цирка (Princesa del Circo).